# دونوکبدا
دونوکبدا (به لاتین: Dunukebedda) یک منطقهٔ مسکونی در سری‌لانکا است که در استان مرکزی (سری‌لانکا) واقع شده‌است.